# Киллинек (остров)
Киллинек (англ. Killiniq Island) — остров Канадского Арктического архипелага. В настоящее время остров необитаем (2012).

## География

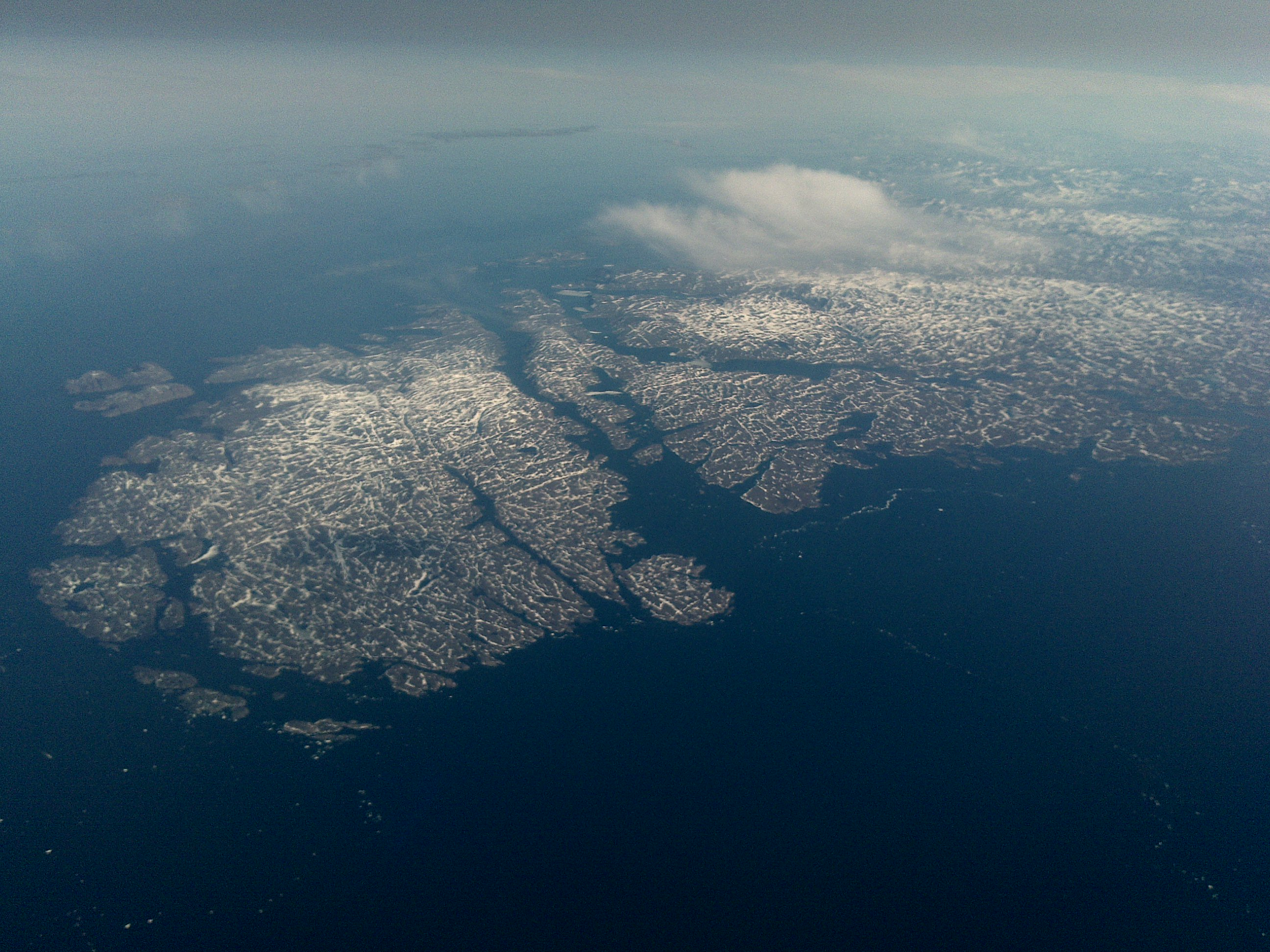
Аэрофотоснимок острова Киллинек (на заднем плане материковая часть полуострова Лабрадор), вид с северо-запада на юго-восток

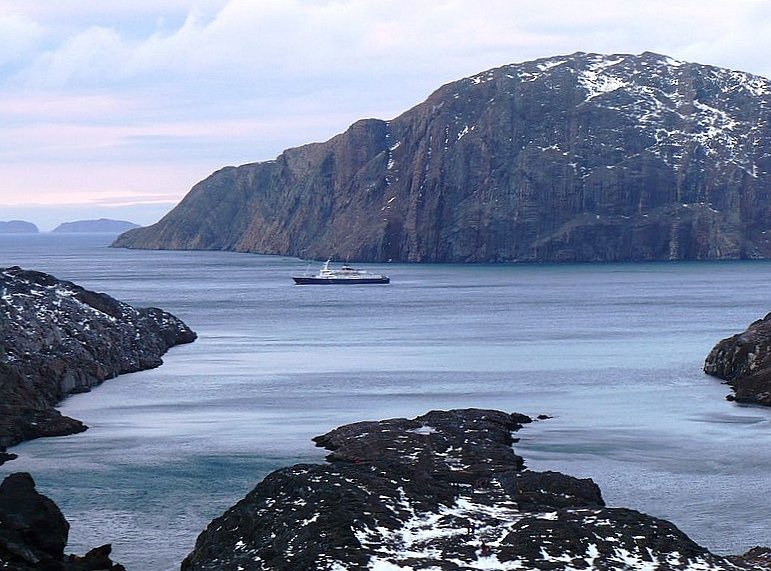

Остров расположен севернее полуострова Лабрадор между заливом Унгава и морем Лабрадор. Пролив Грей отделяет Киллинек от островов Баттон на севере, а узкий пролив - от материка на юго-западе. У северного берега острова лежит небольшой остров Буш, а у северо-восточного - острова Перт (Pert Island) и Кабот (Cabot Island). Горный хребет, идущий по острову с юга на север, является продолжением гор Торнгат. Восточная часть острова является частью Национального парка Торнгат-Маунтинс.
Площадь острова составляет 269 км², длина береговой линии 196 км.
По острову проходит самая северная часть сухопутной границы между территорией Нунавут и провинцией Ньюфаундленд и Лабрадор, причём большая часть острова принадлежит Нунавуту. Мыс Чидли (Cape Chidley) на восточном берегу острова является крайней северной точкой провинции Лабрадор и Ньюфаундленд.

## История
Кто был первым европейцем, посетившим остров, неизвестно, но это случилось ранее 1569 года, так как на карте Меркатора этого года остров уже обозначен. В 1587 году остров посетил Джон Дэвис, а в 1602 году - Джон Веймаут. В 1773 году по оценке Йенса Хавена, одного из "моравских братьев", в инуитской деревушке на северо-западном берегу острова проживало около 100 человек. В 1884 году была основана метеорологическая станция. В 1899 году миссионер Сэм Стюарт основал англиканскую миссию. В честь Левеллина Джонса, епископа Ньюфаундленда, Стюарт назвал деревню Бишоп Джонс Виллидж. В дальнейшем деревня несколько раз меняла название - Порт-Беруэлл, Киллиник... В разное время здесь существовали: пост Королевской канадской конной полиции, радиостанция Канадской береговой охраны, фактория Компании Гудзонова залива, миссия "Моравских братьев". В 1978 году все жители деревни были эвакуированы на континент.